# 291 (số)
291 (hai trăm chín mươi mốt) là một số tự nhiên ngay sau 290 và ngay trước 292.